# Kurt Siebenhaar
Kurt Siebenhaar (* 2. Dezember 1928; † 12. September 2009 in Keltern) war ein deutscher Basketballtrainer und -spieler. Er war deutscher Nationalspieler und in den Jahren 1968 und 1969 Bundestrainer der deutschen Nationalmannschaft.

## Laufbahn
Siebenhaar spielte Basketball beim Turnerbund Heidelberg und gewann Ende der 1940er und zu Beginn der 1950er Jahre mit dem Verein mehrmals die deutsche Meisterschaft. Mit der deutschen Nationalmannschaft nahm er an den Europameisterschaften 1951, 1953 sowie 1955 teil. Später spielte er für den USC Heidelberg, mit dem er 1957 und 1958 deutscher Meister wurde. 1959 führte er den USC als Trainer zum DM-Titel, in der Saison 59/60 war er wieder als Spieler aktiv und gewann wiederum den deutschen Meistertitel. 1961 folgte seine letzte Meisterschaft.
Für seine sportlichen Erfolge wurde er am 15. April 1951 mit dem Silbernen Lorbeerblatt ausgezeichnet.
1965 wurde er als Nachfolger von Theodor Schober wieder USC-Trainer und führte die Mannschaft gleich zum deutschen Meistertitel 1966. Im Februar 1968 verließ er den Trainerposten in Heidelberg und wurde Landestrainer des baden-württembergischen Verbandes. Damit war er der erste Landestrainer eines deutschen Regionalverbandes überhaupt. 1968 und 1969 war Siebenhaar zusätzlich Bundestrainer der deutschen Herrennationalmannschaft, trainierte später die B-Nationalmannschaft sowie von 1964 bis 1972 Junioren-Nationalmannschaften.
In den 1950er Jahren arbeitete Siebenhaar an der Entwicklung eines Sichtungskonzeptes für den Deutschen Basketball Bund mit.
1985 saß Siebenhaar bei der Europameisterschaft in Deutschland als Technischer Direktor im EM-Organisationskomitee.
Siebenhaar blieb bis zu seiner Pensionierung im Jahr 1994 hauptamtlicher Landestrainer Baden-Württembergs und wirkte im Laufe seines Lebens in zahlreichen Basketball-Funktionärstätigkeiten, unter anderem im Schiedsrichter-, Lehr- und Trainerwesen. 2007 wurde er vom Basketballverband Baden-Württemberg für seine langjährige ehrenamtliche Tätigkeit ausgezeichnet.
Nach Kurt Siebenhaar ist ein Trainerpreis des Basketballverbandes Baden-Württemberg sowie die baden-württembergische Meisterschaft in der Altersklasse U12 („Kurt-Siebenhaar-Pokal“) benannt. Siebenhaars Neffen Gerhard Heindel und Volker Heindel waren Basketball-Bundesligaspieler.